# Eisenbahnbrücke bei Brugg
Auf der Eisenbahnbrücke bei Brugg überquert die Bözbergstrecke der SBB westlich des Stadtzentrums von Brugg die Aare. Das grosse Bauwerk zählt zu den bedeutendsten Brücken im Schweizer Kanton Aargau.
Beim Bau der Bözberglinie eignete sich die Stelle am westlichen Ende des Aareengnisses von Brugg am besten, um das Trassee vom Bahnhof Brugg zum östlichen Portal des Bözbergtunnels zu führen. Der Bauplatz lag im 19. Jahrhundert auf dem Gebiet der ehemaligen Gemeinden Altenburg und Umiken, die 1901 bzw. 2010 mit der Stadt Brugg fusionierten. Seither liegt die Aarebrücke auf dem Stadtgebiet von Brugg.
Die Bözbergstrecke wurde von der Schweizerischen Centralbahngesellschaft und der Nordostbahn gemeinsam errichtet und am 2. August 1875 eröffnet.
Die Aarebrücke wird von einem in einer Kurve liegenden, 235 Meter langen Viadukt mit fünf Öffnungen gebildet, an den auf der rechten Aareseite ein langer Bahndamm bis in die Nähe des Bahnhofs von Brugg anschliesst. Der Radius der Brückenkurve beträgt 480 Meter. Das Bahngleis steigt von Brugg nach Umiken leicht an, weil hier die Zufahrtsrampe zum Bözbergtunnel beginnt. Widerlager und Pfeiler des Viadukts sind mit Kalksteinquadern aus Mägenwiler Kalk und aus dem Steinbruch von Egerkingen im Kanton Solothurn aufgemauert. Die beiden Flusspfeiler stehen auf festem Fels im Flussbett der Aare. Auf halber Höhe führt ein an Drahtseilen aufgehängter Fussgängersteg durch gewölbte Öffnungen in den Brückenpfeilern über die Aare. Die Bözbergstrasse unterquert zwischen Brugg und Umiken direkt neben dem Viadukt in einer gemauerten Unterführung die Eisenbahnlinie. Die Strasse von Brugg nach Altenburg verläuft rechts der Aare durch die erste Viaduktöffnung. Unter der Brücke lag auch der Oberwasserkanal des ehemaligen, 1892 in Betrieb genommenen Kraftwerks Brugg.

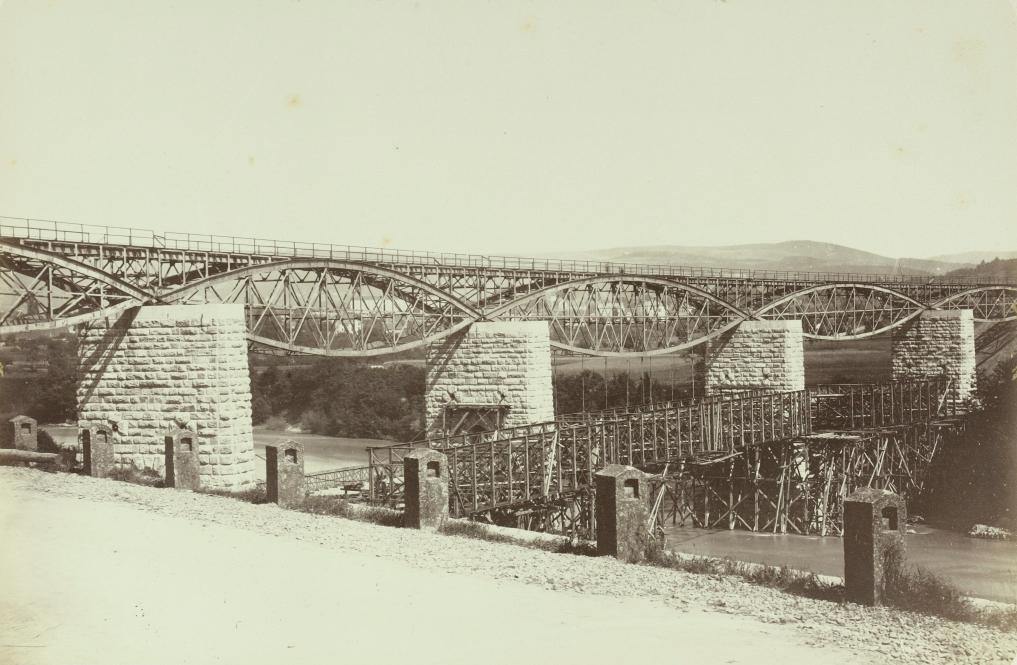
Die erste Eisenbahnbrücke von 1875

Die zweite Eisenbahnbrücke, 1932

Der ursprüngliche Viadukt von 1875 bestand aus gemauerten Pfeilern aus Bossenquadermauerwerk und stählernen Pauliträgern. Diese trugen zuerst nur ein Gleis, während die Pfeiler bereits für zwei Spuren ausgelegt waren. Das Stahlfachwerk lieferte die Baufirma H. Gubser u. Comp. in Wil.
Beim Ausbau der Bözbergstrecke auf Doppelspur ersetzte die SBB von 1904 bis 1905 die Fachwerkträger der ersten Brücke durch eine zweispurige Konstruktion aus Halbparabelträgern. Bei der Planung hatte man auch die Ausführung als Steinbogenbrücke in Erwägung gezogen. 1903 entschied der Verwaltungsrat der SBB, die neue Brücke als Stahlkonstruktion errichten zu lassen und erteilte den Bauauftrag der Stahlbaufirma Wartmann & Vallette in Brugg und der Aktiengesellschaft Conrad Zschokke in Aarau und Döttingen. Am 1. November 1904 wurde die erste Brückenspur in Betrieb genommen, worauf die Pauliträger der früheren Linie abgebrochen werden konnten. Am 1. Mai 1905 nahm die SBB auch die zweite Spur über die Brücke in Betrieb.
Wegen der grösseren Belastung durch neue Güterzüge, den neuen Baunormen von 1986 und zur Reduktion der Lärmimmissionen wurde 1995 als Ersatz für die ältere Brücke eine Hohlkasten-Spannbetonbrücke auf den bestehenden Pfeilern gebaut. Deren Fundamente erhielten eine Verstärkung, weil die neue Brücke um ein Mehrfaches schwerer ist als die früheren Stahlfachwerkträger. Die beiden auf Hilfspfeilern betonierten Brückenhälften wurden nach dem Abbruch der Stahlbrücken im Juli und im November 1995 auf die sanierten Pfeiler eingeschoben.